# "OPEN MUSIC CABINET" LIVE IN SAITAMA SUPER ARENA 2007
『"OPEN MUSIC CABINET" LIVE IN SAITAMA SUPER ARENA 2007』（オープン ミュージック キャビネット ライブ イン さいたまスーパーアリーナ2007）は、ポルノグラフィティのライブビデオ。DVD版は2007年10月31日、Blu-ray版は2011年12月21日にリリース。
制作・発売元はSME Records、ソニー・ミュージックディストリビューションより販売（DVD：SEBL-85/86、Blu-ray：SEXL-7）。

## 概要
- 2007年3月24日から6月17日にかけて行われたライブツアー『8th LIVE CIRCUIT "OPEN MUSIC CABINET"』から、4月20日にさいたまスーパーアリーナで行われたライブの模様を収録。
- ライブのテーマや構成曲は2006年に発売した6thオリジナルアルバム『m-CABI』を軸としている。そのため、各セクションにはテーマが付けられている。
- 中盤で演奏される曲「m-FLOOD」には振り付けがある。
- 2011年12月21日にBlu-ray化された。Blu-ray版はDisc枚数が一枚になっている。

初回仕様（DVDのみ）
キャビネットBOX仕様。O.M.C.ステッカー封入。

## 収録内容
〜太字・斜字〜は各セクションのテーマ名。

### DISC-1
〜Usage of the Wing〜
01. ハネウマライダー
20thシングル。「m-NAVI 1 "Ride on!! Blue vehicle!"」のイントロから繋がる形での演奏。
02. オレ、天使
イントロとアウトロのセリフを変更し、前後曲とつながりを持たせている。なお、曲中歌詞を間違えているところも。
03. Devil in Angel
ライブ当時最新の21stシングルカップリング曲。
〜The Sky Reflects Nothing〜
04. BLUE SKY
05. アポロ
1stシングル。アレンジがなされている。
06. BLUE SNOW
〜Heart is Kokoro〜
07. ヴォイス
7thシングル。1番ではギターを持った2人だけで演奏し、2番からバンド演奏が加わる。
08. 休日
09. -INTERLUDE-
10. Winding Road
ライブ当時最新の21stシングル。
11. サウダージ
4thシングル。
〜Human Never Remain the Same〜
12. Mr.ジェロニモ
13. m-FLOOD
新藤晴一が作詞、岡野昭仁が作曲をそれぞれ担当した楽曲。
昭仁がフラッディの耳を付けダンスを踊る。
14. PRISON MANSION
15. 横浜リリー
　スクリーンには横浜の風景が映されている。
〜Multi-Faces of the LIVE〜
16. DON'T CALL ME CRAZY
19thシングル。
17. Century Lovers
ライブの定番曲のひとつ。前作の『横浜ロマンスポルノ'06』に続いて、昭仁にハプニング（チャックが開いていたり歌詞を間違えてたり）があり、テレビのインタビューで「なぜか、（DVDの）収録の日に限って、そういうことが多い」と話していた。
18. NaNaNa サマー&ウィンターガール
18thシングル「NaNaNaサマーガール」と『m-CABI』初回特典CDの収録曲「NaNaNaウィンターガール」をミックスしたもの。
19. Mugen
9thシングル。キャノンテープが発射される。
20. アゲハ蝶
6thシングル。
21. グラヴィティ

### DISC-2
〜Encore〜
1. ウェンディの薄い文字
ライブ当時最新の21stシングルカップリング曲。
メインボーカルが晴一であるため晴一のみでの演奏。
2. ライン
3. ジレンマ
アンコールを締めくくる定番曲。

〜Supplements〜
1. m-FLOOD DANCE
「m-FLOOD」の振り付けをフラッディと一緒に練習するための映像。
ボーカル・コーラスは入っていない。
2. Stage-ing
「ハネウマライダー」をBGMにライブ用のステージが組まれる過程からライブが終演するまでを早回し収録した映像。

## サポートメンバー
- ak.homma（ピアノ/オルガン/アレンジメント）
- 小畑"PUMP"隆彦（ドラムス）
- nang-chang（マニピュレート/Other Instruments）
- NAOTO（ヴァイオリン）
- ただすけ（キーボード）
- 野崎森男（ベース）
- 坂井"LAMBSY"秀彰（パーカッション）

キャラクター
- フラッディ（ライヴ・ナビゲーター）